# Barcellona Pozzo di Gotto
Barcellona Pozzo di Gotto (Barcialona Pizzaottu in siciliano) è un comune italiano di 39 749 abitanti della città metropolitana di Messina in Sicilia.
È il comune più popoloso della città metropolitana dopo Messina ed è sede del tribunale e della casa circondariale "Vittorio Madia", ex Ospedale psichiatrico giudiziario.

## Geografia fisica

### Territorio
Il territorio di Barcellona Pozzo di Gotto è esteso circa 58,89 km²; molto densamente popolato e ricco, è delimitato da quattro confini naturali: a nord-ovest il mare Tirreno; a nord-est il torrente Mela; a sud-est il versante tirrenico dello spartiacque dei Peloritani; a sud-ovest il torrente Termini o Patrì. Questi limiti coincidono quasi con quelli amministrativi.
Infatti Barcellona Pozzo di Gotto confina a nord-est con i comuni di Milazzo, Merì e Santa Lucia del Mela; a sud-ovest con i comuni di Terme Vigliatore e di Castroreale; a sud-est lungo il versante montuoso, il confine del territorio di Castroreale si affianca a quello di Santa Lucia del Mela. L'orografia del territorio comunale è molto varia: dal livello del mare si sale fino a quota 1 180 m, con pendenze che iniziano dallo 0 al 5% per passare, nella fascia collinare, tra il 20 e il 40% e finire sul crinale dei Peloritani con pendenze anche superiori al 40%. Le emergenze altimetricamente più significative sono la Rocca (m. 762), il Pizzo Tribodo (m. 797), e il Colle del Re (m. 1 182).

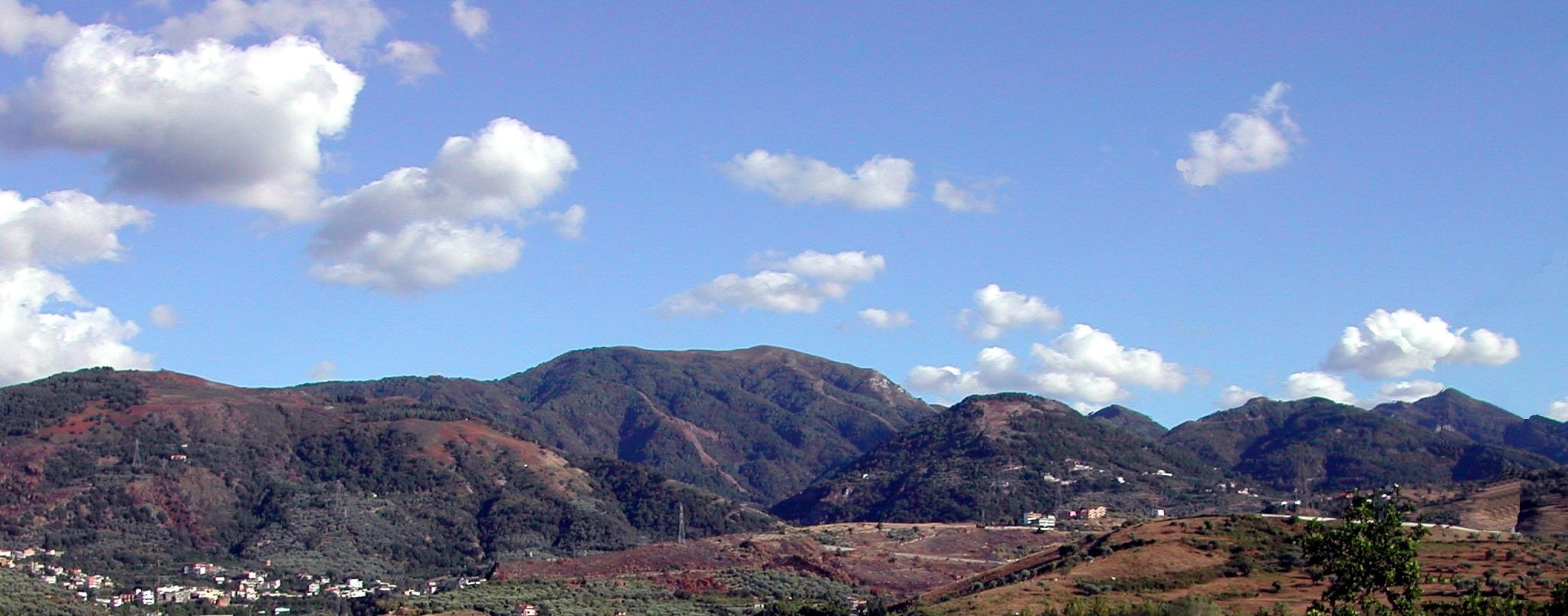
Il Colle del Re

I corsi d'acqua che attraversano il territorio sono, oltre ai citati torrenti del Mela e del Termini, quelli del Longano e dell'Idria che hanno un regime a carattere torrentizio e quindi normalmente con portate modeste che tuttavia divengono impetuose nei periodi di maggiore piovosità. Il Longano, in particolare, separa Barcellona e Pozzo di Gotto ed ha dato vita alla piana alluvionale di Barcellona; il suo greto, confinato entro la stretta arginatura borbonica, in passato raggiungeva una larghezza chilometrica con una portata notevole e frequenti allagamenti dei territori circostanti tanto che ancora l'11 dicembre 2008 e il 22 novembre 2011, la forza delle acque ruppe gli argini in più punti.
Di particolare forza distruttiva è stata l'alluvione che ha colpito la cittadina il giorno 22 novembre 2011: una pioggia battente di straordinaria intensità ha fatto straripare il Longano in più punti; il fiume ha divelto alberi e trascinato con sé automobili. La furia dell'acqua ha causato inoltre il crollo di un ponte nella località costiera di Calderà provocando per anni pesanti ripercussioni alla viabilità in quella zona. In seguito a questi eventi si sono succedute numerose iniziative di volontariato, messe in atto dai giovani barcellonesi e non solo, al fine di ripristinare la normalità nel più breve lasso di tempo possibile.

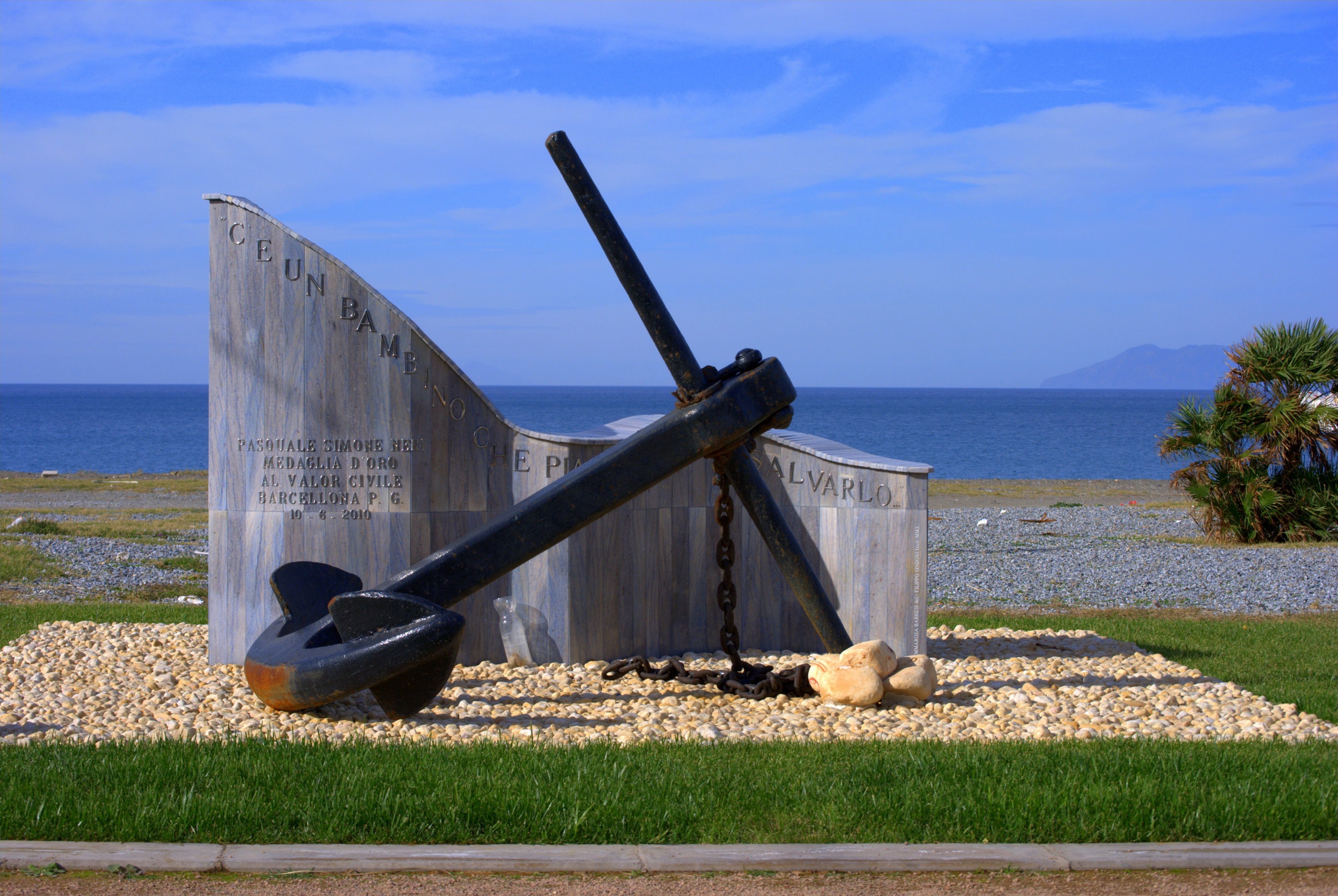
Monumento alla Medaglia d'Oro al valor civile Pasquale Simone Neri sul lungomare di Barcellona Pozzo di Gotto

L'area territoriale del comune di Barcellona Pozzo di Gotto è interessata da sistemi di faglie manifeste o sotto le coperture alluvionali costiere. Dal punto di vista agricolo, la porzione di territorio a carattere pianeggiante è la più fertile e viene sfruttata con attività agricole più moderne e redditizie. Su tutto il territorio, infatti, i comparti individuabili sono l'orticoltura, l'agrumicoltura, l'olivicoltura, la viticoltura, il bosco, il pascolo, il seminativo e il vivaio a dimora fissa. Barcellona Pozzo di Gotto è servita dallo svincolo dell'autostrada A20 Messina-Palermo che le consente un rapido collegamento con Messina a circa 39 km e con Palermo, che dista circa 190 km. Tutto il centro abitato è attraversato dalla S.S. 113. Altra via di collegamento è la ferrovia Messina-Palermo che, insieme alla relativa stazione, è stata spostata a valle in posizione decentrata rispetto al centro urbano. Il comune di Barcellona Pozzo di Gotto, oltre che dal grande centro urbano, è formato da una serie di frazioni che nel tempo hanno assunto una certa importanza. Le più importanti sono:
- La Gala, S. Paolo e Cannistrà, limitrofe tra loro, ubicate tra m. 160 e m. 260 s.l.m. e raggiungibili dal centro urbano attraverso le SS.PP. Barcellona-S. Paolo, S. Paolo-Cannistrà e S. Paolo-La Gala
- Acquaficara, ubicata a circa m. 160 s.l.m. è collegata al centro urbano dalla S.P. Barcellona-Castroreale
- Centineo e Portosalvo, vicine fra loro e ubicate tra m. 60 e m. 100 s.l.m. sono raggiungibili attraverso la S.P. Barcellona-Centineo-Portosalvo
- Femminamorta, a m. 150 s.l.m. collegata al centro urbano con la S.P. Barcellona-Femminamorta
- Migliardo, è la frazione posta a maggior altitudine, fra i 500 e 550 m s.l.m. e collegata attraverso la S.P. Barcellona S. Paolo-Gala
- Acquacalda, posta nelle vicinanze del tracciato autostradale e raggiungibile attraverso la via S. Andrea-Acquacalda
- Oreto, (m. 46 s.l.m.) posta lungo la S.S. 113
- Pozzoperla, Camicia, limitrofe tra loro sono e al comune di Merì ad Ovest
- S. Venera, a circa m. 82 s.l.m. è collegata dalla via destra Longano
- Calderà, frazione costiera lungo la strada litoranea
- Spinesante, frazione costiera lungo la strada litoranea
- Cicerata, frazione costiera lungo la strada litoranea
- S. Antonio Abate e Contrada Cantoni frazione a Nord-Ovest di Barcellona, prospiciente il Comune di Terme Vigliatore e delimitata dal torrente Termini o Patrì a Ovest e dal Longano a Est

## Storia

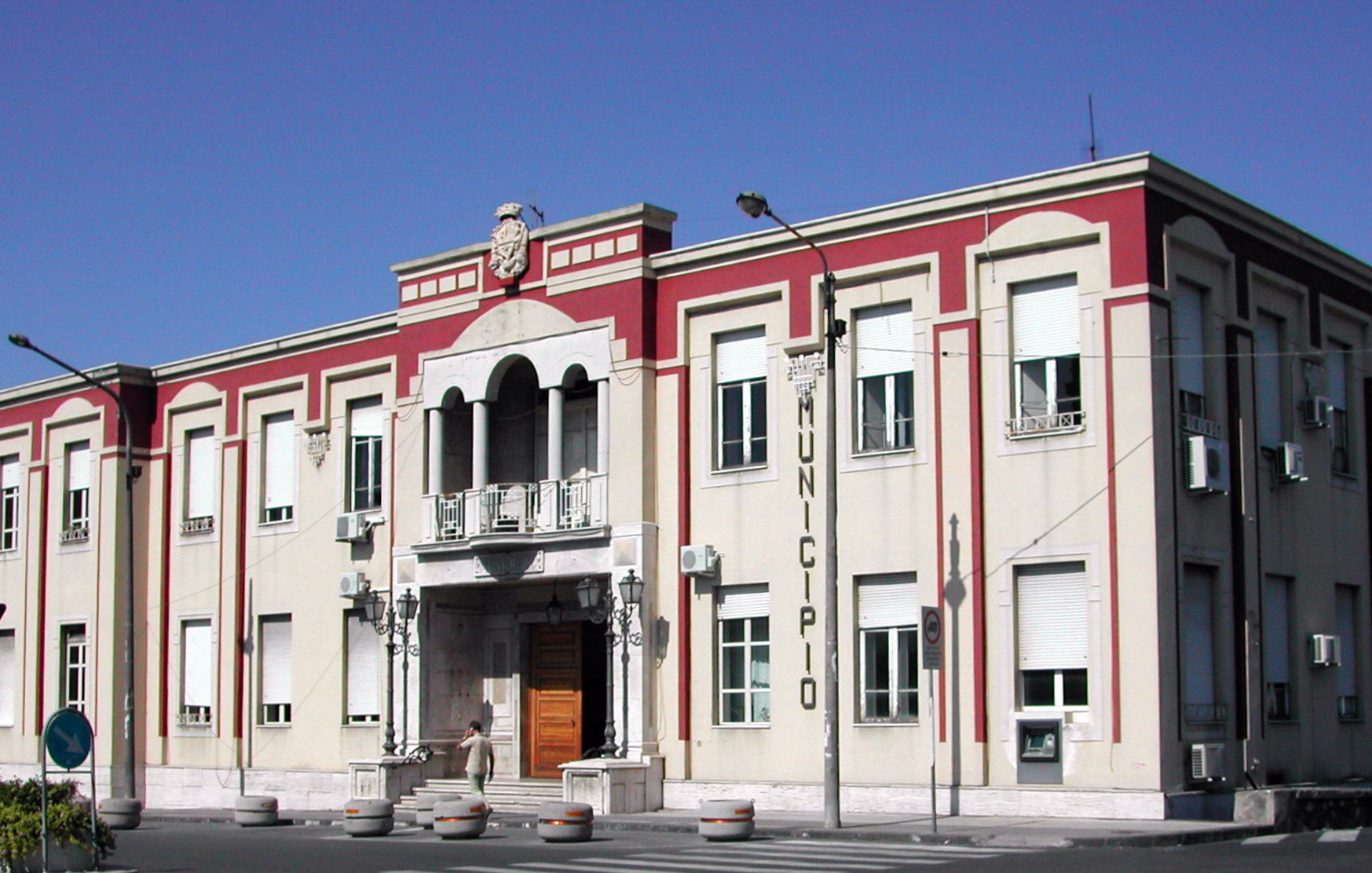
Municipio di Barcellona Pozzo di Gotto. Palazzo Longano.

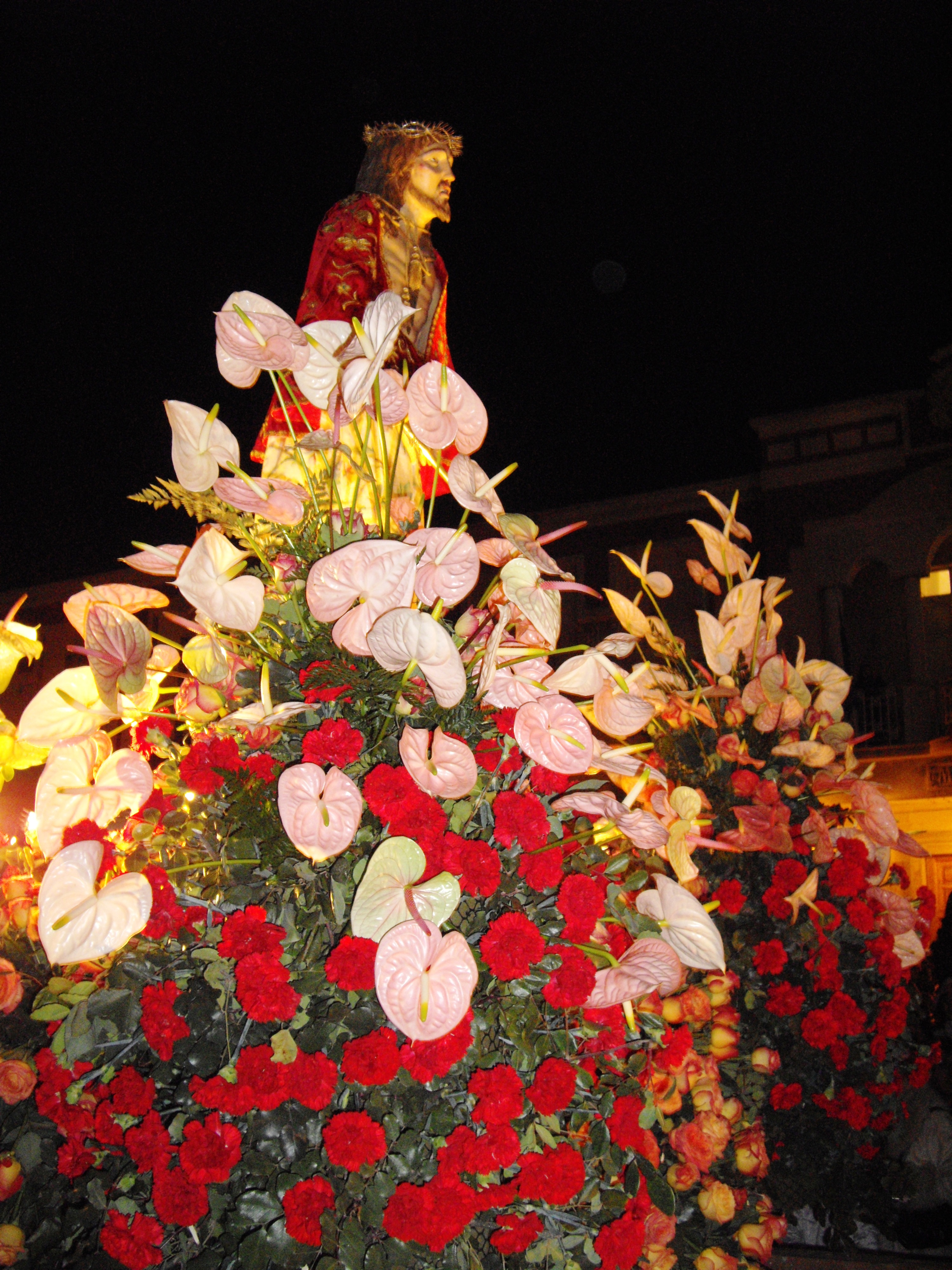
Ecce Homo di Barcellona.

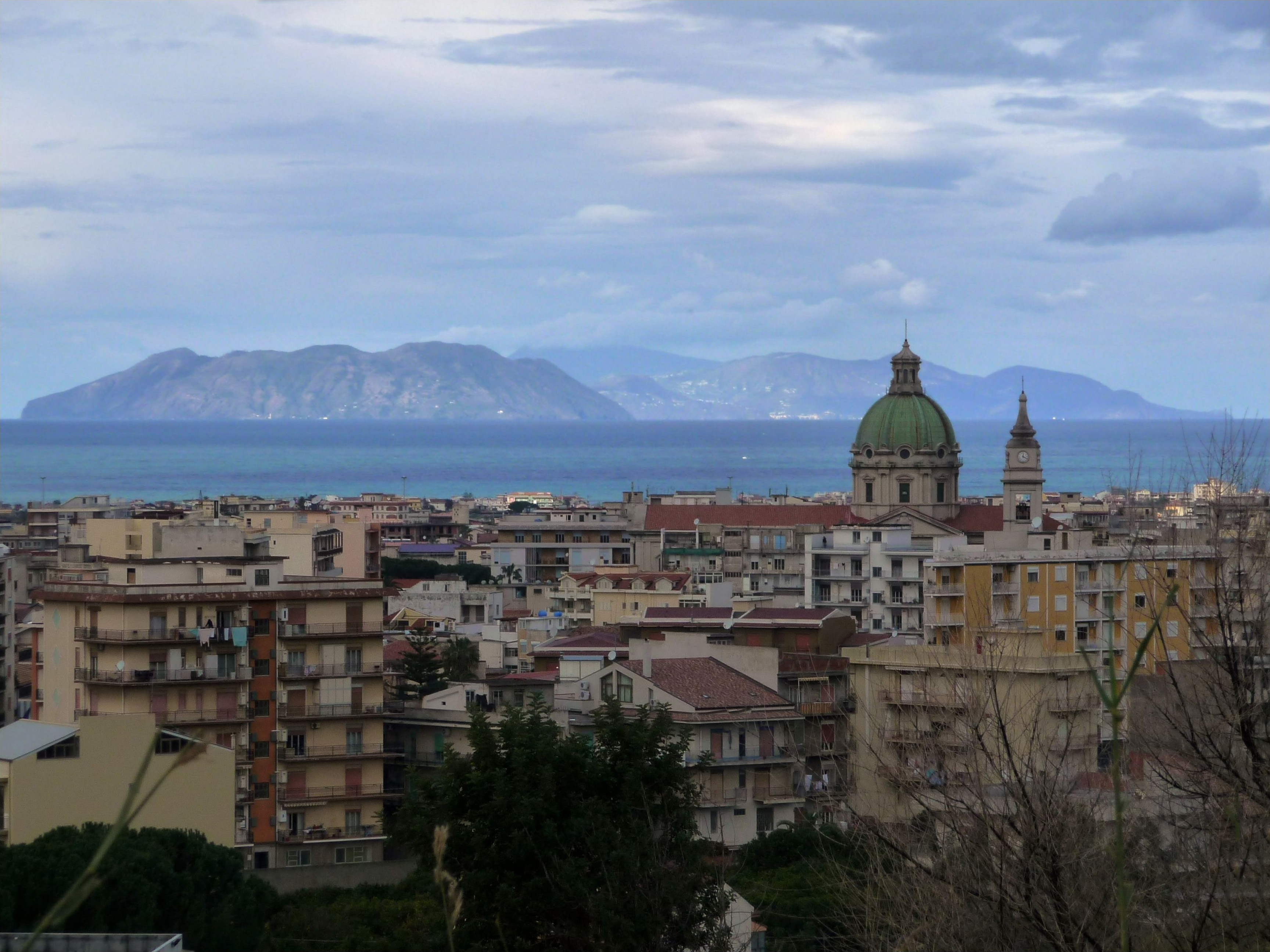
Panorama di Barcellona Pozzo di Gotto con l'Isole Eolie sullo sfondo

### Etimologia dei nomi

#### Relazioni con la casata d'Altavilla
Nella Spagna liberata dai mori, Goffredo il Villoso è considerato il fondatore della Contea di Catalogna e  figlio Goffredo II Borrell ne è stato effettivamente il primo capostipite. Il discendente Raimondo Berengario III di Barcellona è genero di Roberto il Guiscardo essendo sposo della figlia Matilde d'Altavilla, contessa di Barcellona di Catalogna. Ai nobili del casato Borrell fedeli al Gran Conte Ruggero intervenuti nella riconquista della Sicilia è affidata la proprietà dei territori del Vallo di Milazzo ovvero il versante settentrionale dei Peloritani compreso tra la penisola di Milazzo e lo spartiacque coi monti Nebrodi, affido delle castellanie annesse.

#### Relazioni con la casata Aragona
Dal 1282 al 1556 tutti i re di Sicilia della casata d'Aragona ricoprono il ruolo di conti di Barcellona (intendendosi ovviamente la capitale della Catalogna): Costanza II di Sicilia d'Hohenstaufen e il coreggente Pietro III d'Aragona, Giacomo II di Aragona, Federico III di Sicilia, Pietro II di Sicilia, Ludovico di Sicilia, Federico IV di Sicilia, Maria di Sicilia, Martino I di Sicilia il Giovane, Martino II di Sicilia il Vecchio. I Trastámara: Ferdinando I d'Aragona, Alfonso V d'Aragona, Giovanni II d'Aragona, Ferdinando II d'Aragona, Giovanna di Castiglia la Pazza, Carlo V d'Asburgo.

#### Origini dei nomi
Secondo alcuni esiste la somiglianza tra la posizione geografica della città catalana e quella della cittadina tirrenica. È questa l'ipotesi più accreditabile che trova le sue radici nella dominazione della Corona d'Aragona (1282 – 1516) e poi nella storia della Sicilia spagnola (1516 – 1713) quando l'isola per quasi cinque secoli è sottoposta all'influenza Iberica, confluendo unitamente al Regno di Napoli sotto la giurisdizione della Corona di Spagna, note in tempi successivi come dominazioni aragonese e spagnola. La stessa analogia hanno ravvisato i primi conquistatori provenienti dalla Contea d'Aragona e dalla Contea di Barcellona.
La città catalana, digradante sulle lievi e spoglie propaggini terminali dei Pirenei e affacciata a meridione sul Mediterraneo, per contro, la seconda è adagiata in pianura che declina a settentrione a ridosso dei rilievi collinari e verdissimi della catena dei Peloritani, si affaccia sul golfo di Patti nel mar Tirreno nella parte prospiciente le isole Eolie in una porzione di costa compresa tra la penisola di Milazzo a oriente e il promontorio di Tindari a occidente. Il nucleo più antico della cittadina si identifica in Pozzo di Gotto, deve il suo nome alla realizzazione di un pozzo per uso irriguo nelle terre coltivate ubicate tra il torrente Idria e il Longano, appartenenti al messinese Nicolò Goto come descritto in latino volgare in un documento datato 1463: “ … Nicolao de Gotho, …, in quo Puzzo de Gotho …”. 
Nicolò Gotho è l'artefice della costruzione del Castello dei Gotho di Santo Stefano di Briga, figlio primogenito di Leonardo Gotho barone della Floresta, possessore delle terre di Santo Stefano di Brica, della baronia della Floresta, della quale prese investitura nel 1464, proprietario altresì di appezzamenti nella piana di Milazzo e di Castroreale dei quali è designato Capitano. Membro del Senato di Messina negli anni 1478 - 1480, sposato con Eleonora Balsamo messinese. Il suo testamento, pubblicato dal Notaro Giacomo Donato, è del 22 agosto 1488. 
Nel 1571 i Pozzogottesi ottengono dalla Gran Corte Arcivescovile di Messina l'autorizzazione a eleggere il loro Cappellano di stanza a San Vito senza più dipendere dall'Arcipretura di Milazzo. Ottenuto il riconoscimento, patrocinò la causa Antonino Sanginisi, giurato di Castroreale, avanzando la richiesta di riscatto alla Corte di Madrid contro il potere vessatorio di Milazzo alla cui giurisdizione Pozzo di Gotto dipendeva politicamente e fisicamente, costituendone una lontana frazione. Il vincolo sarà definitivamente interrotto il 22 maggio 1639 e sancito con regio decreto del Viceré e cardinale Giannettino Doria sotto il regno di Filippo IV di Spagna (altrimenti noto come Filippo III di Sicilia), il centro assume il titolo "'Libera et Realis Civitas Putei de Gotho".
- Il rappresentante cittadino occupa l'ultimo posto nei «Parlamenti Generali del Regno».[11][12]

La frazione a occidente del torrente Longano a sua volta dipendeva dalla giurisdizione di Castroreale e aveva già seguito l'esempio della comunità vicina ribellandosi ai giurati castrensi facendo riconoscere in campo ecclesiale la propria indipendenza. Atti notarili risalenti al 1522 in Castroreale riportano la denominazione della contrada o casale di "Barsalona", nome da attribuire verosimilmente alla presenza nei libri battesimali di Pozzo di Gotto del nominativo di "Graziosa Barsalona", per contro è avvalorata la tesi che il nome alla località sia stato attribuito dai dominatori iberici avendo ravvisato la notevole similitudine dei due territori.
Sul finire del XVIII secolo viaggiatori, geografi, storiografi, commentatori spesso riportano i toponimi di "Barsalona" e "Barcellonetta". Francesco Maria Emanuele Gaetani, marchese di Villabianca, documenta "Pizzo di Gotto" nella sua descrizione «Della Sicilia Nobile».
L'autonomia del casale di Barcellona è deliberata dal Parlamento Siciliano, riconosciuta dal Re il 15 maggio 1815 e ratificata in Vienna il 28 febbraio 1823 da Re Ferdinando I delle Due Sicilie. L'unione amministrativa decretata il 5 gennaio 1835 entra in vigore il 1º giugno 1836 per volere di Re Ferdinando II delle Due Sicilie, decide che il nuovo comune formato dalla fusione delle due antiche contrade porti il nome completo di Barcellona Pozzo di Gotto. Sono scartate dal Re tutte le opzioni di nomi avanzate derivate dalla parola "Longano", riscuotendo l'apprezzamento unanime, per contro, la benevolenza iniziale si trasformerà in odio e rancore nei confronti del monarca in seguito alle azioni criminali intraprese in tutta la provincia, in particolar modo a Milazzo e Messina, che gli valsero l'appellativo di "Re Bomba". La città appena costituita, i "barcellonesi" e i "pozzogottesi" ricoprirono un ruolo determinante con notevoli contributi per la cacciata definitiva dei Borboni dalla provincia e dalla Sicilia intera, sempre fattivi in tutte le vicende inserite nel processo d'unificazione del costituendo Regno d'Italia.
Altra ipotesi sull'origine del nome è il trasferimento in Sicilia della ricca famiglia barcellonese dei Crinò, commercianti di spugne, costretti alla fuga a causa dei contrasti con i turchi. Questi giunsero in Sicilia intorno al 1481 con delle imbarcazioni fornite dalla Regina di Spagna e si stabilirono proprio nella zona in cui sorge ora il comune di Barcellona Pozzo di Gotto.

### Storia antica
Nell'area corrispondente al territorio comunale sono stati rinvenuti i seguenti insediamenti:
- Insediamento e Necropoli collocabile all'età del bronzo e del ferro in località Maloto.
- Insediamento e Necropoli attestabile intorno al X secolo a.C. in località Pizzo Lando.[17]
- Insediamento e Necropoli di epoca greca o ellenistica valutabile all'VIII secolo a.C. in località Oliveto.
- Insediamento e Necropoli Sicano Greco stimabile intorno al VI e V secolo a.C. in località Sant'Onofrio.
- 265 a.C. Battaglia del Longano tra l'esercito di Ierone (Gerone II) di Siracusa e i Mamertini al comando del condottiero Cione.[18][19] Per l'esatta attribuzione del luogo, in mancanza di resti identificabili causa eventi sismici o alluvioni o deviazioni di corsi d'acqua, esistono diverse ipotesi che collocano l'evento lungo i corsi dei torrenti limitrofi del "Mela" o del "Patrì"; altre lo collocano in prossimità delle mitiche città: "Longane" (Rodì Milici) o "Abacena" (Abaceno o Abacano; in latino Abacaena o Abacaenum; in greco Abakainon) nei pressi dell'odierna Tripi, insediamenti comunque legati al medesimo conflitto.

### Storia medievale
Epoca normanno - svevo - aragonese:
- 1090 - 1094. La conquista Normanna per opera del Gran Conte Ruggero e del fratello Roberto il Guiscardo decreta la fine della dominazione araba in provincia. Per celebrare il ritorno alla sovranità di matrice cattolica, il Gran Conte supportato dalla futura regina Adelasia del Vasto promuove la ricostruzione del duomo di Messina e l'edificazione di cattedrali a Santa Lucia del Mela, Lipari e Patti. La Regina nel 1104 - 1105 promuove e privilegia la rifondazione sui resti di preesistenti costruzioni romane del monastero e abbazia di Santa Maria di Gala retto dai religiosi basiliani di rito greco.
- 1130c., Il territorio è inserito nel Vallo di Milazzo o reale dominio al di là del Faro.
- 1282 – 1302. Il territorio è sede di battaglie contro Roberto d'Angiò inserite negli scontri tra gli angioini e aragonesi, noti come Vespri Siciliani. Periodo compreso tra l'attacco di Messina 25 luglio 1282 e la pace di Caltabellotta, primo accordo ufficiale di pace firmato il 31 agosto 1302.
- 1314 - 1321. Fine tregua. Nuovi scontri tra Federico III di Sicilia e Roberto d'Angiò.
- 1392 e seguenti. Il territorio già suddiviso in casali, Gala e Nasari sono i più importanti assieme a quello di Christina o Crizzina l'odierna Castroreale. Sotto il regno di Martino I di Sicilia avviene la trasformazione dei Casali in Feudi: Lando, Nasari, Gurafi, Migliardo e Centineo.

### Storia moderna
Epoca spagnola:
- 1583, Il territorio ricade nella «Comarca di Castroreale» con rappresentanza presso il parlamento siciliano.[11]
- 1647. Carestia ed epidemie di vaiolo.
- 1674 - 1678, Insurrezione contro gli Spagnoli.[16]

Epoca savoiarda:
- 1713 - 1720. Parentesi savoiarda con Vittorio Amedeo II. Il territorio è più volte teatro di scontri fra le armate di Filippo V di Spagna e la coalizione della Quadruplice Alleanza culminati con la Battaglia di Milazzo e la Battaglia di Francavilla.[20]

Epoca austriaca:
- 1720 - 1734, Con Carlo VI d'Asburgo la città attraversa la breve parentesi austriaca. Pur senza rappresentanza parlamentare è istituita la «Comarca di Pozzo di Gotto».[21]

Epoca borbonica:
- 1734. Il Regno di Sicilia è ceduto a Carlo III di Spagna dei Borboni di Napoli.
- 1743 - 1744. Epidemia gravissima meglio nota come Peste di Messina.[22][23]
- 1757. Alluvione per straripamento del torrente Longano. L'evento determina l'avvio per la progettazione e la costruzione dei bastioni sotto il regno di re Carlo III per suggerimento e opera del barone Michele Nicolaci. Il corso d'acqua si diramava in tre bracci: il 1°, dalla portata più consistente, attraversava il casale di Nasari, scendeva per la strada Grazia e Villa (odierna via Umberto I); il 2° entrava di fronte alla saia di Zigari, allagava la contrada dietro la primitiva chiesa di San Sebastiano; il 3° svoltava sotto la collina dei Cappuccini, entrava nel quartiere Marsalini, scorreva dietro la chiesa di San Cosimo, e percorrendo il piccolo nucleo abitato di San Gaetano si ricongiungeva agli altri due rami, per defluire nel mare. Per non interferire con le attività dello scalo marittimo di Calderà, la foce del torrente fu deviata di oltre 150 metri. Realizzazione bastioni 1760 - 1762.[24] Arginature simili sono effettuate per i torrenti Idria, Mela (già deviato da Marco Antonio Colonna, 1577 - 1582),[25] Termini.
- 1783. Un evento sismico, conosciuto come terremoto della Calabria meridionale, arreca notevoli danni.[26]
- 1810 - 1815 - 1823. Il Regno di Napoli e il Regno di Sicilia sono unificati anche formalmente nel Regno delle Due Sicilie. Nel 1815 fu costruito un ponte di legno presso la chiesa di San Cosimo che collegava i due casali. Il guado sul greto del torrente costituiva l'unica forma di transito fra le due sponde.
- 1816. Ferdinando I delle Due Sicilie, in seguito ad una delle fughe riparatrici della Corte Borbonica presso la Reggia di Palermo, mentre oltre le Alpi in più riprese imperversa la Rivoluzione francese, soggetto alle mire espansionistiche di Napoleone Bonaparte, coercitivamente ispirato alle moderne Costituzioni, elargisce alcune concessioni durante le visite effettuate nelle cittadine della provincia. Introduce la carica di Sindaco e istituisce il consiglio comunale in sostituzione dei giurati a Patti, elevandola a capoluogo di distretto e delibera l'autonomia di Barcellona. Il territorio costituiva uno dei circondari del distretto di Castroreale.
- 1835. 5 gennaio, Unione amministrativa decretata da Ferdinando II delle Due Sicilie.
- 1836. 1º giugno. Entrata in vigore del decreto unione amministrativa.
- 1847. Alluvione per esondazione del torrente Longano. Il ponte fu divelto dalle piene, per poi essere ricostruito nel 1848.
- 1848. 31 maggio. Partecipazione di un contingente della Guardia Nazionale cittadina all'insurrezione di Calabria.
- 1848. 3 settembre. Partecipazione di un contingente della Guardia Nazionale cittadina all'insurrezione di Messina.
- 1848. Moti Rivoluzionari. Gli austriaci e i liberali costretti a lasciare la città, Rivoluzione siciliana del 1848. Recrudescenza oppressiva dei Borboni a Barcellona Pozzo di Gotto, dopo i falliti tentativi insurrezionali di Messina e della Calabria. Anche Catania cade nel retaggio di Francesco I. Dopo mesi di strenua resistenza capitola anche Palermo nel 1849
- 1854. Durante la Guerra di Crimea dilaga in Europa proveniente dall'India tramite navi inglesi, una violenta epidemia di colera che ben presto supera i confini delle Alpi e sconvolge tutto l'arco della Penisola, raggiungendo tassi altissimi di mortalità nelle province di Messina e Palermo.

Epoca unitaria:
- 1860. 20 luglio. La città ormai stremata ma, rinvigorita dai successi delle imprese garibaldine, diviene nevralgico centro insurrezionale dell'intera costa tirrenica, dopo le due Battaglie di Corriolo tutta la popolazione supporta la Battaglia di Milazzo per la conquista della cittadella fortificata e del Castello di Milazzo per la cacciata dei Borboni. Per lo slancio e l'impegno profuso Giuseppe Garibaldi la insignì del titolo di Patriottica.
- 1866. Emanzione delle leggi eversive, conseguente soppressione e confisca dei beni dei numerosi ordini religiosi insediati in città.
- 1872. Alluvione per esondazione del torrente Longano.
- 1890. 27 settembre. È inaugurata la tratta di linea ferrata Barcellona - Milazzo sulla direttrice Palermo - Messina.
- 1890. 22 dicembre. È inaugurata la Tranvia Messina-Barcellona Pozzo di Gotto.
- 1894. Evento sismico, conosciuto come terremoto della Calabria meridionale del 1894 arreca danni in città e nella vicina Castroreale.
- 1908. 28 dicembre. Evento sismico disastroso, conosciuto come terremoto di Messina del 1908, apporta gravi danni.[27]

### Storia contemporanea
- 1943. 15 agosto. Bombardamento angloamericano causa 74 vittime. Le incursioni aeree spaziano dal 2, 12, 13, 14 e 15 agosto al 23 settembre quando il 525º Squadrone dell'86º Gruppo Cacciabombardieri si trasferisce con gli A-36 da Barcellona al campo di aviazione del Sele. Negli stessi giorni e medesime incursioni, drammatici per la costa tirrenica siciliana e località montane, furono colpiti obiettivi strategici e i centri di: Adrano, Capo Calavà, Falcone, Fiumefreddo, Gesso, Linguaglossa, Maletto, Messina, Milazzo, Novara di Sicilia, Patti, Piedimonte, Randazzo, Reggio Calabria, Scaletta, Spadafora, Taormina.[28]
- 1967. 31 maggio. Un incendio danneggia il Teatro Mandanici. Il controverso abbattimento dell'edificio ha determinato la creazione dei Giardini Oasi.
- 1969. 15 giugno. Incidente ferroviario di Barcellona-Castroreale: scontro frontale tra due treni nella Galleria Sant'Antonio, sulla linea Messina-Palermo che a quei tempi era a binario unico. Il funesto evento causò 7 vittime. Il gonfalone municipale sarà fregiato di una medaglia d'argento per lo spirito di sacrificio dimostrato dalla popolazione durante le operazioni di soccorso.
- 1974. I comuni di Barcellona Pozzo di Gotto, Milazzo e Merì, realizzano una proposta progettuale per unificarsi in un'unica città, con l'ambizione di elevarsi a capoluogo di Provincia. Il nome della città proposto è Duilia. Il proposito non si realizzò poiché ricusato dal Parlamento.
- 1978. 16 aprile. Lo sciame sismico provocato dal terremoto del Golfo di Patti provoca danni al patrimonio storico - artistico cittadino.
- 1991. 30 novembre. È inaugurata la nuova stazione ferroviaria, che sostituisce quella inaugurata nel 1890 sul vecchio tracciato Palermo-Messina.
- 2008. 11 dicembre. Alluvione per esondazione del torrente Longano. Sono stati registrati 320 mm di pioggia a Castroreale e 254 mm a Barcellona.
- 2011. 22 novembre. Alluvione per esondazione del torrente Longano e del torrente Idria. L'evento meteorologico interessa anche il territorio di Milazzo e la frazione di Calderà con l'esondazione del torrente Mela. La pioggia è caduta incessantemente per 11 ore, dalle prime ore del giorno fino alle 15:00, con quantitativi cumulati di 351 mm a Castroreale (record storico giornaliero, per quel comune) e di 208 mm a Barcellona.
- 2015. 10 ottobre. Alluvione per esondazione del torrente Mela.
- 2019. 20 novembre. Un incendio in una fabbrica di fuochi d'artificio nella frazione di Femminamorta provoca un'esplosione causando la morte di 5 persone e il ferimento di altre due.
- 2020. 08 agosto. Eccezionale bomba d'acqua con tromba d'aria (circa 190 millimetri di acqua in poco meno di due ore), interessa i quartieri Sant'Antonio, Portosalvo, Centineo, Fondaconuovo, la tratta dell'A20 compresa fra i caselli di Milazzo e Falcone, i vicini comuni di Rodì Milici e Terme Vigliatore. Il fenomeno temporalesco caratterizzato da continui e violenti scrosci d'acqua, alternati a grandinate improvvise, ha causato numerosi allagamenti, smottamenti, frane, fiumi di fango e detriti, arrecando consistenti danni e causando notevoli disagi alla popolazione.
- 2022. 03 Dicembre. Altra alluvione che durò all'incirca 5 ore, portando tanti disagi nella zona Sant'Antonio - Fondaconuovo. Fortunatamente il torrente Longano non esondò per poco. Altri tantissimi disagi in giro per il comune, come frane, torrenti e saie ingrossate e tanto fango. Al di fuori del comune in zona Marchesana il crollo di una parte di ponte.

### Simboli
Lo stemma è stato riconosciuto con D.P.C.M del 3 agosto 1952.
Il gonfalone, concesso con D.P.R. del 20 ottobre 1953, è un drappo di azzurro.

## Monumenti e luoghi d'interesse

### Architetture religiose
.

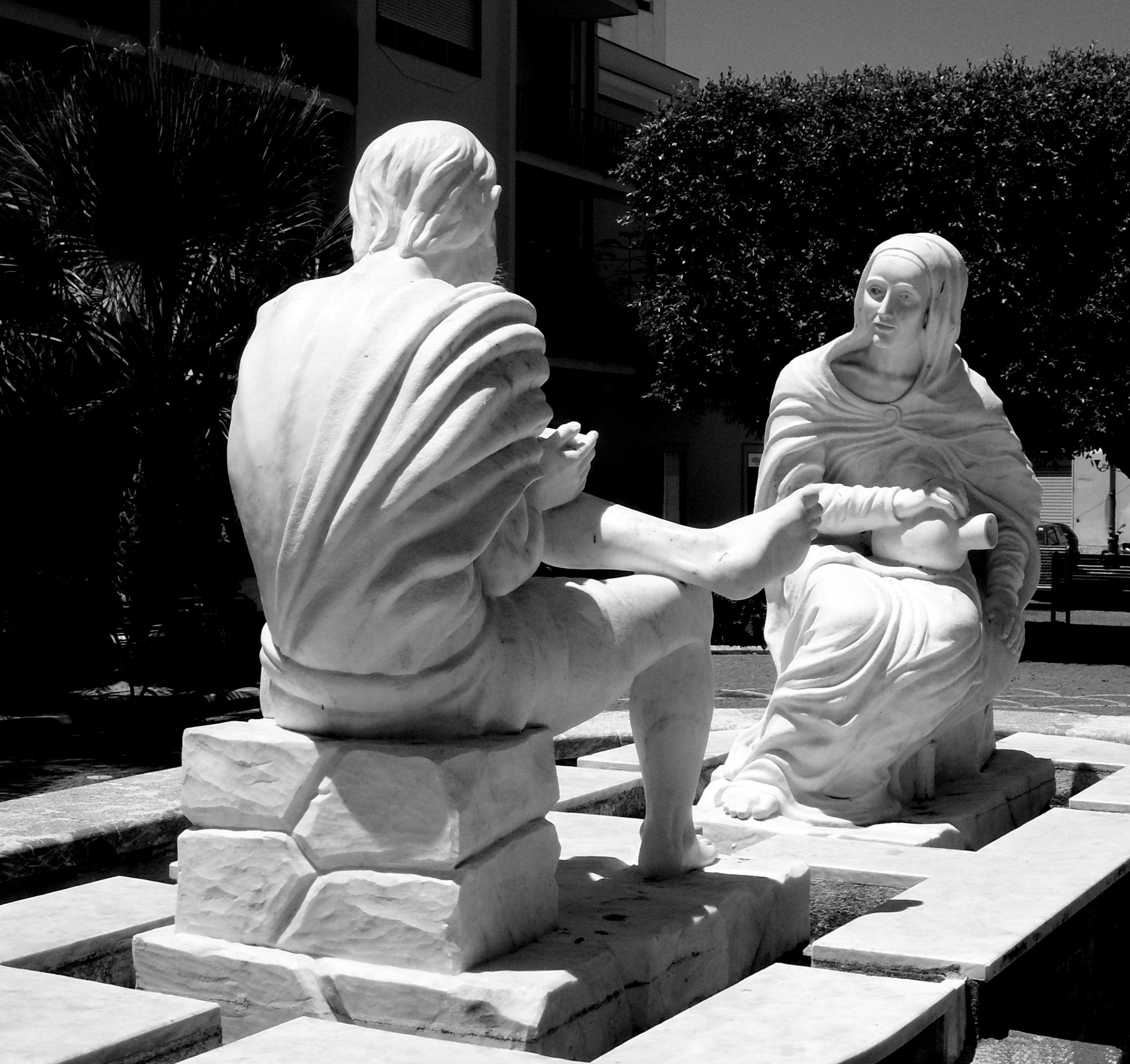
Francesco De Francesco
Longano e Idria (1998)
Fontana nella piazza della Basilica di San Sebastiano.

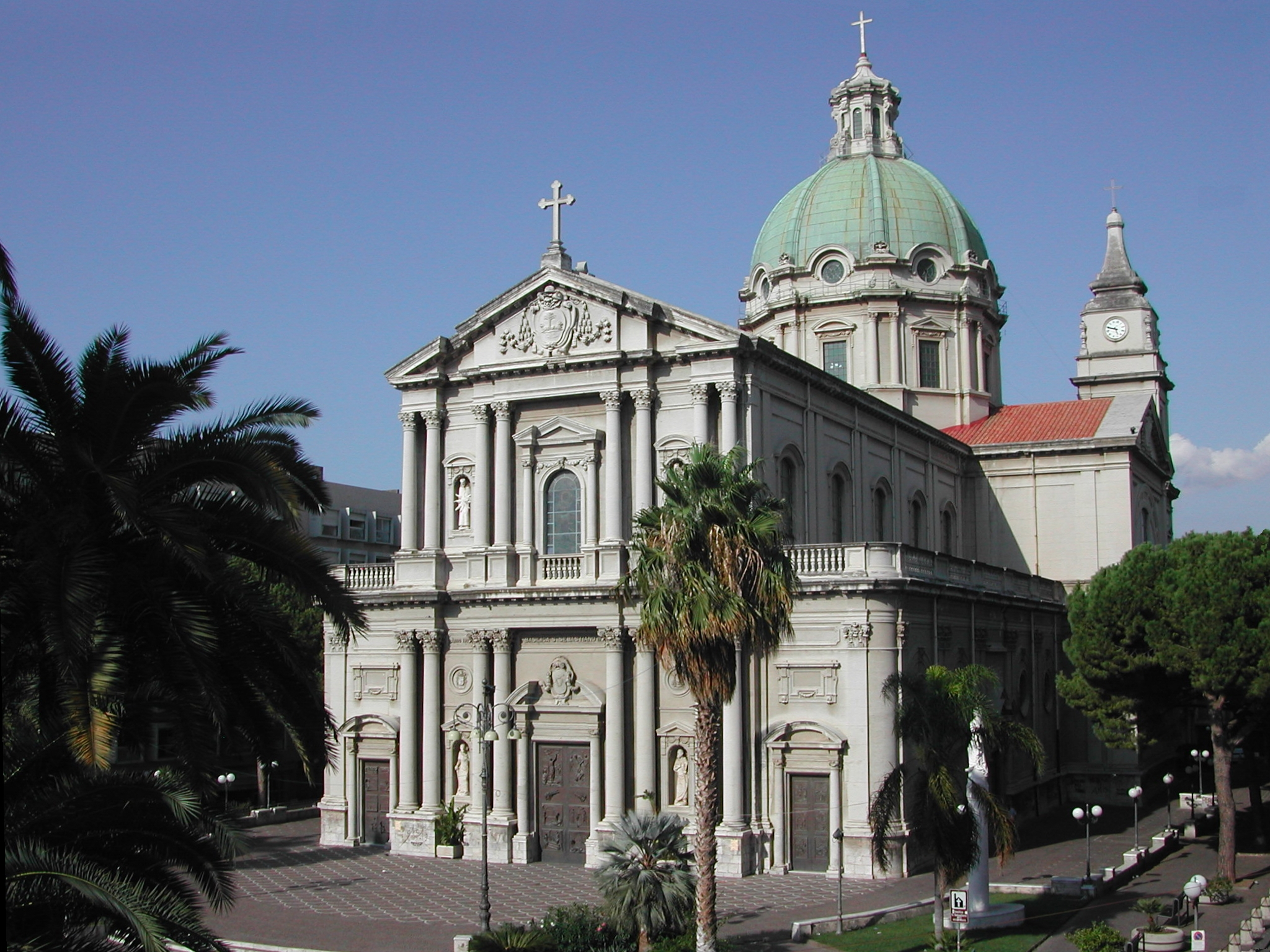
La nuova Basilica minore di San Sebastiano, ricostruita in luogo diverso da quello originario e inaugurata il 25 marzo 1936 da mons. Angelo Paino.

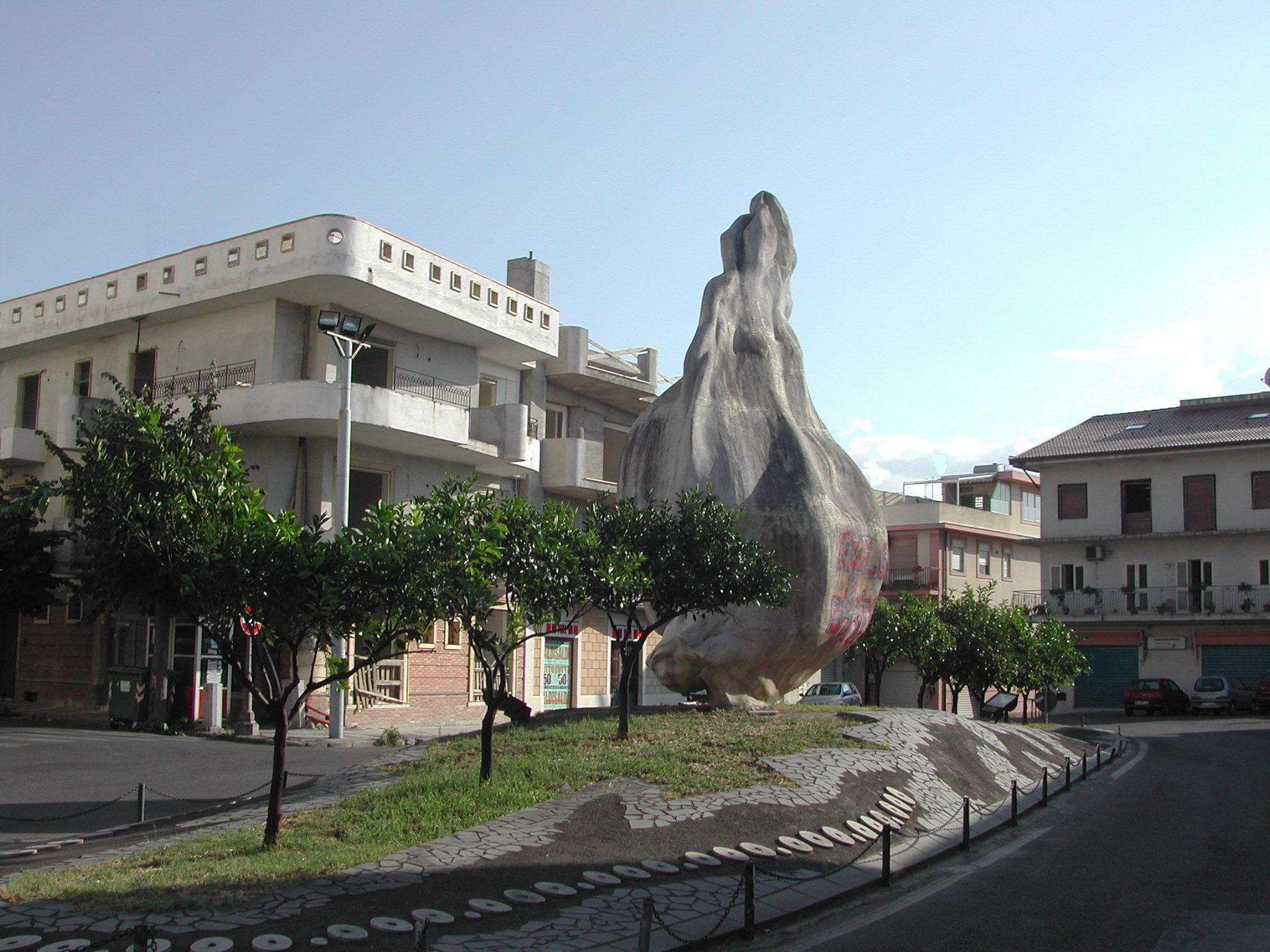
Emilio Isgrò
Monumento al seme d'arancia

- Grotta di Santa Venera, feudo dei Basiliani, Tempio rupestre a pianta quadrata e cupola ottagonale. Di derivazione armena - bizantina del VII – VIII secolo.[31]

#### Chiese
Queste sono alcune delle chiese più importanti di Barcellona Pozzo di Gotto:
- 1936, Basilica minore di San Sebastiano.[32]
- 1579 - 1583, Chiesa del Carmine e Convento dell'Ordine dei Carmelitani.
- 1620 - 1646, Duomo di Santa Maria Assunta di Pozzo di Gotto, totalmente ricostruito nel XIX secolo.
- 1623, Chiesa di Gesù e Maria.
- 1954, Chiesa di San Francesco di Paola. La costruzione della chiesa ebbe inizio il 6 gennaio 1948 e fu aperta al culto, dopo essere stata benedetta da monsignore Nicola Ciraolo inviato dall'Arcivescovo, il 5 giugno 1954. Ricostruzione di primitivo luogo di culto del XVIII secolo.
- 1622, Chiesa di Sant'Antonio di Padova e Convento dei Frati minori francescani fondati nel quartiere omonimo.[32]
- 1635, Chiesa di San Giovanni Battista, fondata nell'omonimo quartiere. Ampliata nel 1751 - 1754.
- 1663, Chiesa del Santissimo Crocifisso. Fu sede di un'omonima confraternita.
- 1623, Chiesa di San Francesco d'Assisi sotto il titolo dell'«Immacolata Concezione» o semplicemente "Chiesa dei Cappuccini".[32]
- XVII secolo, Chiesa di Sant'Andrea Apostolo.
- 1637, Chiesa di Sant'Antonio Abate. Restaurata nel 1930c. e 1960c.
- 1776 - 1791, Chiesa di Maria Santissima del Tindari e monastero dell'ordine basiliano. Sostituisce la vecchia sede dei Basiliani presso Gala rifondata nel 1105 per opera della Contessa Adelaide moglie del Gran Conte Ruggero, dedicata alla "Madonna Galaktotrophousa" ovvero "Madonna che allatta il Bambino" o Panaghia Galaktotrophousa. Gioacchino di Marzo documenta tra il patrimonio artistico di proprietà del complesso la presenza di un "Tondo" o bassorilievo marmoreo, manufatto eseguito da Antonello Gagini. L'opera proveniente dal Monastero di Santa Maria di Gala,[33] censita e documentata come espressione del Rinascimento siciliano è trafugata nel 1991.[32]
- 1750, Chiesa dell'Immacolata.
- XVIII secolo, Chiesa di Santa Rosalia.
- 1472 - 1571, Chiesa di San Vito.
- 1472 - 1663, Oratorio delle Anime Purganti, presso San Vito.
- 1955 - 1959, Chiesa di Santa Maria della Visitazione, frazione di Centineo. Ricostruzione di luogo di culto su primitivo cenobio di Santa Maria della Visitazione risalente all'VIII secolo e restaurato nel 1600.[34]
- 1300 - 1310, Chiesa di San Rocco, Nasari. Primitiva Chiesa di Santa Maria di Nasari. Nell'edificio di culto, come espressione del Rinascimento siciliano, è custodita la statua marmorea di "Santa Caterina d'Alessandria" di Vincenzo Gagini del 1560.
- Chiesa di Santa Maria del Piliere, frazione di Acquaficara.[35]
- 2004, Chiesa dei Santi Andrea e Vito, consacrata nel gennaio dello stesso anno.

### Architetture civili
Torri d'avvistamento: Torre Sipio, Torre Mollica, Torrione Saraceno, Torrione Cantoni, Torre Sottile, Torre Gurafi.

#### Edifici d'interesse storico
Palazzi e palazzetti nobiliari e signorili, case signorili, ville, edifici d'interesse storico - architettonico:
| - XV secolo - Tonnara di Calderà - XVII secolo - Masseria - Palazzo Pirandello - XVIII secolo - Casa Biondo - Casa Sottile - ex Orfanotrofio femminile - Palazzo Caliri - Palazzo Fazio | - XVIII secolo - Palazzo Maimone - Palazzo Nicolaci Bonomo - Palazzo Pretorio - Palazzo Salvo - Palazzo Sindoni - Villa Cutroni - XIX secolo - ex Albergo Aliquò - Baglio Silipigni | - XIX secolo - Casa Bavastrelli - Palazzo Antonuccio - Palazzo Bonanno - Palazzo Bucolo - Palazzo Caliri - Palazzo Gambadauro - Palazzo La Motta - Palazzo Lo Re - Palazzo Manca - Palazzo Mazzei - Palazzo Recupero | - XIX secolo - Palazzo Nicolaci - Palazzo Pirandello - Palazzo Sant'Onofrio - Palazzo Scibilia - Palazzo Sfameni - Palazzo Trovato - Villa Bellinvia - Villa Di Giovanni - Villa Flavia o Cambria - Villino Sant'Onofrio | - XX secolo - Banco di Sicilia - ex Centrale del latte - Oratorio Salesiano - Palazzo Comito - Palazzo Fazio - Palazzo Mastroieni - Palazzo Urbano - Villa D'Amico - Villa Foti |

- XIX secolo, ex Ospedale Cutroni Zodda

#### Teatri

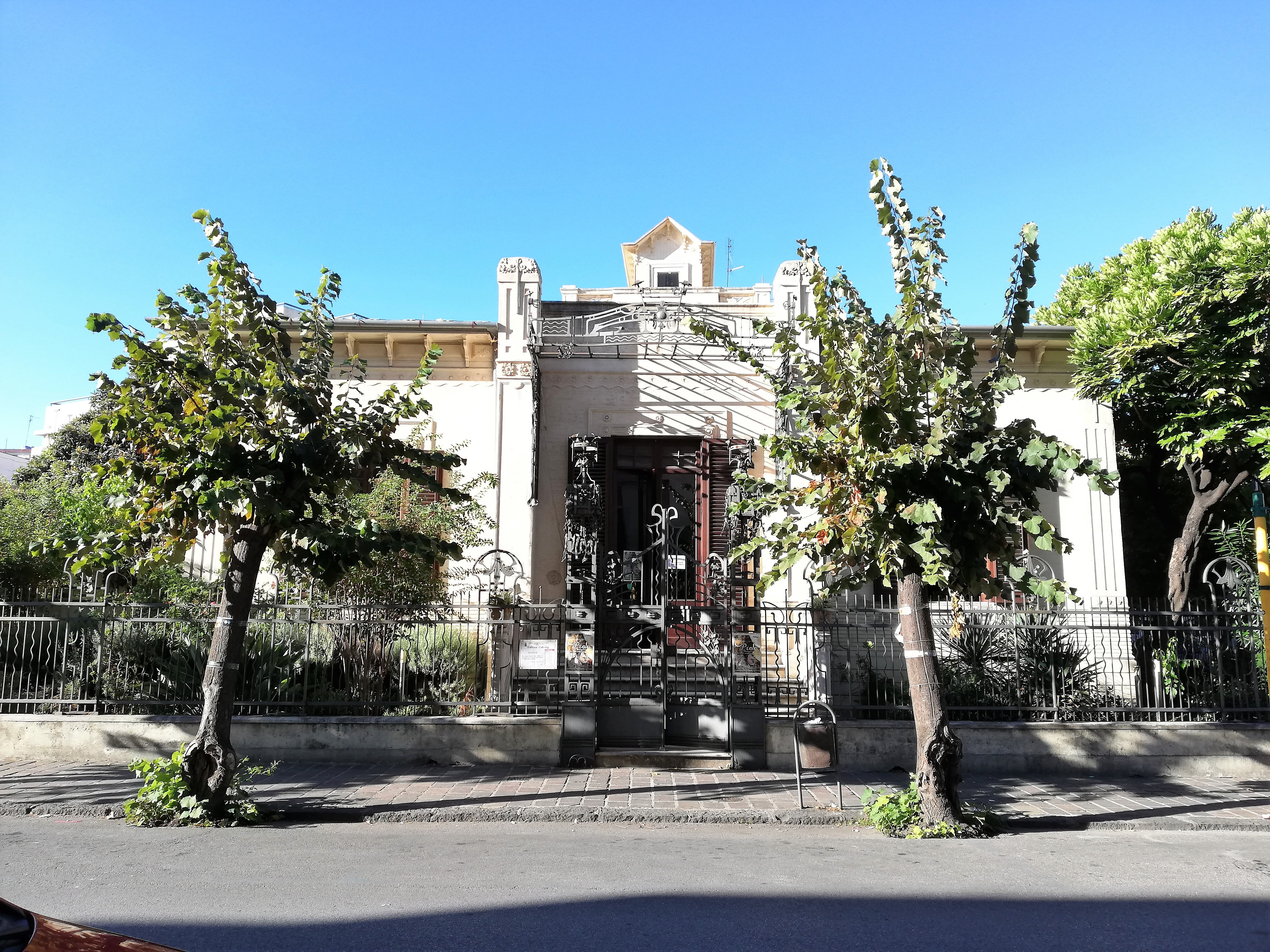
Villino liberty Foti - Arcodaci.

A Barcellona Pozzo di Gotto è presente il Nuovo Teatro Placido Mandanici, il cui edificio originale fu inaugurato nel lontano 1845, riaperto al pubblico il 6 dicembre 2014. In occasione dell'inaugurazione si è tenuto un concerto di sinfonie e cori da opere liriche italiane (ConcertOpera), con l'Orchestra del Teatro Vittorio Emanuele di Messina e il Coro lirico "Francesco Cilea" di Reggio Calabria, diretti dal Maestro Gian Rosario Presutti.
Il precedente "Teatro Comunale", inaugurato il 4 ottobre 1845, e successivamente intitolato a Mandanici, fu demolito in seguito ai danni causati da un incendio divampato nella notte tra il 31 maggio e il 1º giugno 1967.
Ricostruito all'interno della Villa "Primo Levi", dopo una prima riapertura, avvenuta il 31 marzo 2012, è rimasto inattivo perché inagibile fino alla fine del 2014.

#### Luoghi di spettacolo
Nella parte alta del Viale Giacomo Leopardi sorge l'Arena Montecroci, struttura all'aperto adibita - ancor prima della riapertura del teatro Mandanici (è stata realizzata nel 1988) - a manifestazioni teatrali, musicali, di danza e ad accogliere alcuni eventi dell'estate barcellonese. Nel 2015 è stata intitolata al regista Michele Stilo; al poeta e pedagogo Michelangelo Mazzeo è stata, invece, intitolata la strada che conduce alla stessa Arena. Nel 2016 sono stati completati i lavori di ristrutturazione, con la riqualificazione dei 1400 posti a sedere.

#### Parchi e giardini
- Parco Urbano "Maggiore Giuseppe La Rosa".

Realizzato nell'area della vecchia stazione ferroviaria, ospita una sala conferenza, numerosi giochi per bambini e il monumento al Seme d'Arancia. La cerimonia di intitolazione ha avuto luogo il 13 luglio 2014, durante il Raduno Regionale dei Bersaglieri.
- Parco museo Jalari.
- Parco museo etnografico "Oasi Sant'Eusenzio".
- Villa Primo Levi.

Area verde attrezzata, con parco giochi. All'ingresso è posta una lapide con riportato un brano tratto da "Se questo è un uomo" di Primo Levi. Al centro dell'area è posto un monumento in memoria del professore Sebastiano Genovese. La villa, realizzata nell'area che ospitava il vecchio campo da calcio comunale, è prospiciente al nuovo Teatro Mandanici. 
- Giardini Oasi.

I giardini e gli edifici dell'Ex Monte di Pietà (Monte di Prestanza Giovanni Spagnolo), posti in Piazza San Sebastiano, ospitano un auditorium, l'ufficio Informagiovani, la Biblioteca per ragazzi e sono anche sede della Pro Loco "Alessandro Manganaro" e dell'Università della Terza Età. Nel piazzale antistante la galleria sono posti i busti di due illustri concittadini, Nino Leotti e Antonino Pino Balotta, mentre su uno dei pilastri è posta una lapide in memoria di Alessandro Manganaro e di Dario Fugazzotto.

### Altri monumenti
- Monumento al seme d'arancia, di Emilio Isgrò.
- Monumento ai caduti di tutte le guerre e villa comunale. Opera di Giuseppe Fanfoni con statua in bronzo dello scultore Giuseppe Mazzullo di Graniti.
- Monumento a Pasquale Simone Neri (medaglia d'oro al valor civile), sul lungomare di Spinesante. Ideato dall'architetto Mimmarosa Barresi e realizzato da Filippo Sindoni.

## Clima
| Barcellona Pozzo di Gotto | Mesi | Mesi | Mesi | Mesi | Mesi | Mesi | Mesi | Mesi | Mesi | Mesi | Mesi | Mesi | Stagioni | Stagioni | Stagioni | Stagioni | Anno |
| Barcellona Pozzo di Gotto | Gen  | Feb  | Mar  | Apr  | Mag  | Giu  | Lug  | Ago  | Set  | Ott  | Nov  | Dic  | Inv      | Pri      | Est      | Aut      | Anno |
| ------------------------- | ---- | ---- | ---- | ---- | ---- | ---- | ---- | ---- | ---- | ---- | ---- | ---- | -------- | -------- | -------- | -------- | ---- |
| T. max. media (°C)        | 14,3 | 14,7 | 16,3 | 18,8 | 23,0 | 27,0 | 30,2 | 30,5 | 27,7 | 23,3 | 19,3 | 15,9 | 15,0     | 19,4     | 29,2     | 23,4     | 21,8 |
| T. min. media (°C)        | 8,5  | 8,4  | 9,3  | 11,2 | 14,6 | 18,5 | 21,6 | 22,1 | 19,8 | 16,0 | 12,7 | 10,0 | 9,0      | 11,7     | 20,7     | 16,2     | 14,4 |
| Precipitazioni (mm)       | 96   | 77   | 66   | 47   | 29   | 10   | 12   | 19   | 52   | 100  | 83   | 101  | 274      | 142      | 41       | 235      | 692  |

## Società

### Evoluzione demografica
Abitanti censiti

### Etnie e minoranze straniere
Al 31 dicembre 2022 la popolazione straniera era di 2690 persone, pari al 6,52% degli abitanti.

### Tradizioni e folclore

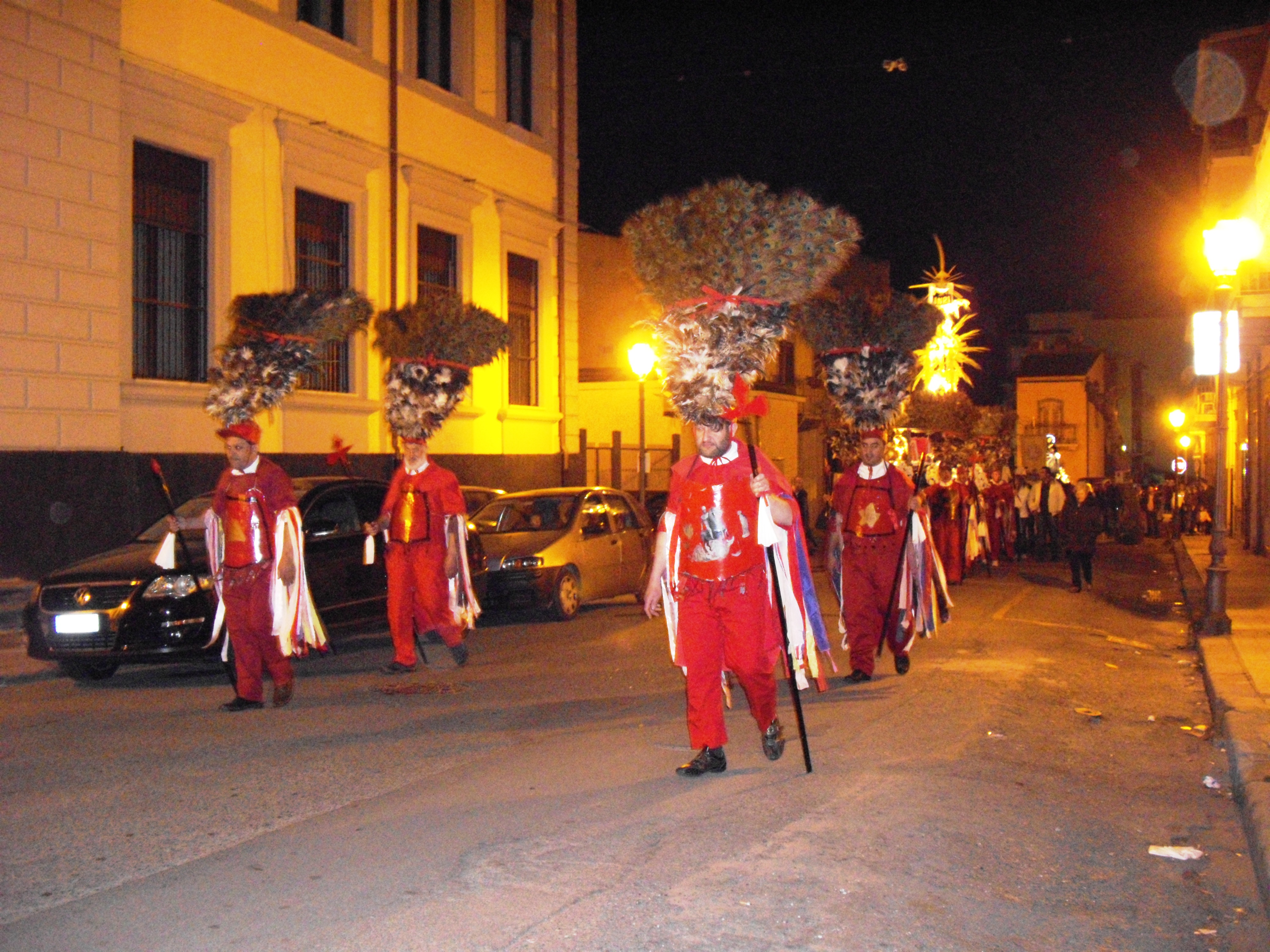
Il drappello dei Giudei scorta l'Urna del Cristo Morto di Pozzo di Gotto.

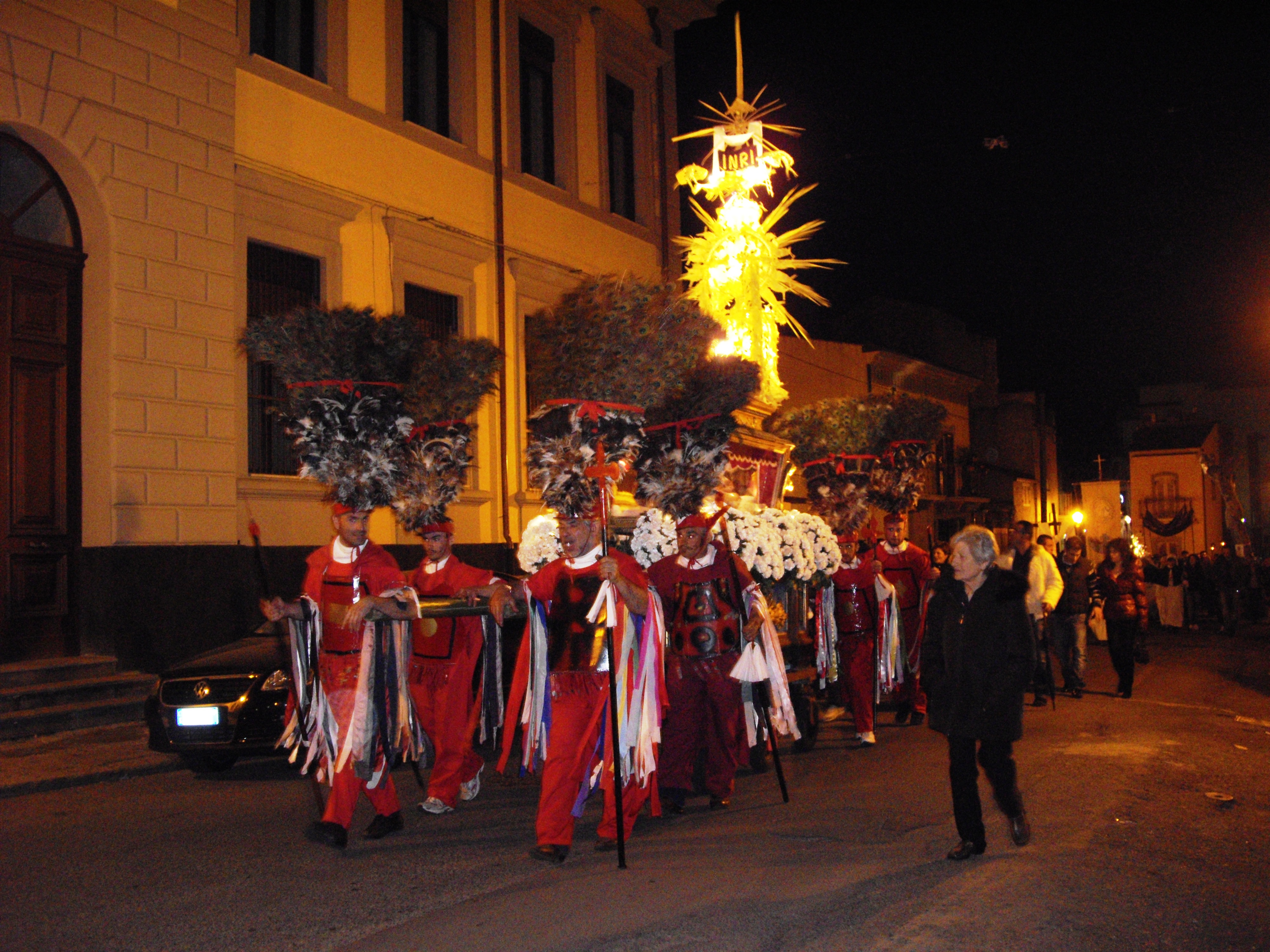
Il drappello dei Giudei scorta l'Urna del Cristo Morto di Pozzo di Gotto.

Da ricordare la festa di San Rocco (il 17 agosto). Da tantissimi anni il santo viene trasportato su una nave per tutta la costa barcellonese, che si estende da Spinesante (al confine con Terme Vigliatore) a Calderà (al confine con Milazzo) e la processione delle Varette che si svolge il Venerdì Santo, quando per le vie della città contemporaneamente sfilano due processioni composte da ventisei Vare raffiguranti i misteri della Passione, inserite nei Riti Pasquali della Sumana Santa o "Santa Sumana". La Processione delle Vare, probabilmente un lascito della dominazione spagnola, si ripete ininterrottamente dal 1621 per Pozzo di Gotto, la parte più arcaica e toccante del corteo religioso che include elementi di singolare pomposità, e dal 1871 per Barcellona, d'impianto più consueto ad altre processioni similari. Dietro ogni Vara i Gruppi Visillanti intonano la Vexilla Regis, una polifonia di voci dagli accenti drammatici, con sfumature latine, arabe ed ispaniche. Accompagnano l'Urna del Cristo Morto i Giudei. I Giudei pozzogottesi si caratterizzano per un costume con strisce di stoffa pendenti e variopinte, e con un pesante e suggestivo elmo in piume di pavone, simile a un copricapo azteco, che conferisce marzialità al gruppo; quelli barcellonesi indossano il costume con mantello scarlatto tipico dell'epoca messianica. Del corteo di Pozzo di Gotto fanno parte alcune confraternite seicentesche come quella di Sant'Eusenzio, dell'Immacolata e dei Cappuccini. La Settimana Santa Barcelgottese in realtà inizia il giovedì santo, con la Messa in Coena Domini, la lavanda dei piedi, e gli apostoli per le vie della città che, cercando il Signore, visitano i Sepolcri, altari con velette e erbe, allestiti nelle Chiese. Secondo tradizione i Sepolcri vanno visitati in numero dispari.
Alcune delle cosiddette varette processionate il Venerdì Santo furono realizzate dall'artista barcellonese Matteo Trovato (1870-1949), plasmatore di statue con la cartapesta, autore anche di diverse statue sacre custodite nelle chiese di alcune città della provincia di Messina.

### Istituzioni, enti e associazioni
Barcellona Pozzo di Gotto ospitava l'Ospedale Psichiatrico Giudiziario (OPG) "Vittorio Madìa", ex manicomio criminale.
Per capienza e numero di detenuti presenti (340 al 30 giugno 2010; 140 circa nel 2015, prima della chiusura) era il più grande dei 7 OPG esistenti in Italia, per i quali è stata disposta la chiusura il 1º aprile 2015 (tuttavia, l'ultimo internato ha lasciato la struttura solo nel maggio 2017) e il trasferimento dei pazienti nelle REMS (Residenze per l'Esecuzione delle Misure di Sicurezza).
Inaugurata nel 1925, l'elegante costruzione in tardo stile Liberty - intitolata a Vittorio Madìa, che fu il primo direttore - fu a suo tempo un modello, sia sotto il profilo strutturale che scientifico, disponendo di un ingegnoso sistema alle finestre che, mimetizzando le sbarre, garantiva una completa visione dell'esterno.

## Cultura

### Istruzione

#### Scuole
Nel comune di Barcellona hanno sede le seguente scuole secondarie di secondo grado:
- Istituto Professionale di Stato per l'Agricoltura e l'Ambiente "Francesco Leonti".
- Istituto Professionale di Stato per l'Industria e l'Artigianato "Enzo Ferrari".
- Istituto Tecnico Economico e Tecnologico "Enrico Fermi" (ex Istituto Tecnico Commerciale e per Geometri).
- Istituto Tecnico Tecnologico e Liceo Scientifico opzione Scienze Applicate "Nicolò Copernico" (ex Istituto Tecnico Industriale).
- Istituto Tecnico Commerciale "Giacomo Leopardi".
- Istituto Professionale per i Servizi Alberghieri e la Ristorazione "Giacomo Leopardi".
- Liceo Artistico Paritario.
- Liceo Scientifico e Linguistico "Enrico Medi".
- Liceo Classico "Luigi Valli".

Dal 1º settembre 2013 il Liceo Classico Valli è stato aggregato al Medi formando un unico istituto - denominato Istituto di Istruzione Superiore (IIS) Liceo Medi - con le seguenti sezioni associate: Liceo Scientifico e Linguistico "Enrico Medi", Liceo Classico "Luigi Valli" e Liceo delle Scienze Umane (ex Istituto Magistrale) 24 Maggio 1915 Castroreale.

#### Palazzo della Cultura
Nel quartiere S. Andrea si trova il Palazzo della Cultura (PalaCultura) dedicato al poeta barcellonese Bartolo Cattafi. Realizzato dalla Provincia di Messina e aperto al pubblico nel 2001, costituisce una moderna struttura polifunzionale sede di importanti manifestazioni e attività culturali (congressi, mostre, presentazioni editoriali, corsi di aggiornamento professionale, ecc.).
- Il PalaCultura "Bartolo Cattafi" di Barcellona Pozzo di Gotto ha ospitato una sede distaccata della Facoltà di Scienze Politiche dell'Università degli Studi di Messina, per il Corso di Laurea triennale in "Mediazione socioculturale e Scienze Sociali per la Cooperazione e lo Sviluppo". Inaugurata il 16 ottobre 2006, ha visto il conferimento delle prime lauree il 21 settembre 2009.

I locali del PalaCultura dal 19 dicembre 2016, data in cui tale nuova sede del Liceo è stata inaugurata, ospitano il Liceo Scientifico "Enrico Medi".

#### Università della terza età
- Dal 2006 è stata istituita a Barcellona una "Università della Terza Età" (delibera del Consiglio Comunale n. 29 del 29/11/2005), con sede all'interno dei Giardini Oasi ex Monte di Pietà "Giovanni Spagnolo".

#### Musei
Nel territorio comunale sono presenti quattro musei:
- Museo Etnostorico Nello Cassata.
- Museo Epicentro arte contemporanea su mattonelle.
- Parco museo Jalari.
- Parco museo etnografico "Oasi S. Eusenzio".

Gli ultimi due sono già menzionati anche nella sezione Parchi.
Biblioteche
- Biblioteca comunale Nannino Di Giovanni, sita via Regina Margherita, 32.[42]

## Geografia antropica

### Frazioni
Del comune di Barcellona Pozzo di Gotto fanno parte anche le frazioni di Acquacalda, Acquaficara, Bruschetto, Calderà, Camicia, Cannistrà, Case Bucca, Case Longo, Case Miano, Case Migliardo, Centineo, Contrada Petraro, Croce Maloto, Femmina Morta, Gala, Gurafi, Gurafi Alto, Larderia, Madonna dell'Acqua Calda, Maloto, Migliardo, Moasi, Mortellito, Nasari, Oreto, Portosalvo, Pozzo di Gotto, Pozzo Perla, San Paolo, San Paolo - Cannistrà, Sant'Andrea, Sant'Antonino, Sant'Antonino Convento, Sant'Antonio, Santa Nicola, Santa Venera, Santa Venera Grotta. 

## Infrastrutture e trasporti
Il comune è interessato dalla Strada statale 113 e servito dalla stazione ferroviaria di Barcellona-Castroreale posta sulla linea Palermo-Messina.
I trasporti interurbani di Barcellona Pozzo di Gotto vengono svolti con autoservizi di linea gestiti dall'Azienda Siciliana Trasporti. Tra il 1890 e il 1932 la località ospitava il capolinea occidentale della tranvia Messina-Barcellona della SATS, con capolinea sito nell'area dell'odierno monumento ai caduti della Seconda guerra mondiale.

## Amministrazione
Di seguito è presentata una tabella relativa alle amministrazioni che si sono succedute in questo comune.
| Periodo          | Periodo          | Primo cittadino         | Partito              | Carica              | Note   |
| ---------------- | ---------------- | ----------------------- | -------------------- | ------------------- | ------ |
| 1º febbraio 1986 | 3 luglio 1990    | Carmelo Munafò          | Democrazia Cristiana | Sindaco             | [ 71 ] |
| 3 luglio 1990    | 20 giugno 1992   | Carmelo Munafò          | Democrazia Cristiana | Sindaco             | [ 71 ] |
| 20 giugno 1992   | 2 giugno 1993    | Vincenzo Amato          | Democrazia Cristiana | Sindaco             | [ 71 ] |
| 2 giugno 1993    | 10 febbraio 1994 | Carmelo Santalco        | Democrazia Cristiana | Sindaco             | [ 71 ] |
| 8 luglio 1994    | 8 giugno 1998    | Francesco Speciale      | -                    | Sindaco             | [ 71 ] |
| 8 giugno 1998    | 22 dicembre 2000 | Francesco Speciale      | centro-sinistra      | Sindaco             | [ 71 ] |
| 22 dicembre 2000 | 26 novembre 2001 | Onofrio Zaccone         |                      | Comm. pref.         | [ 71 ] |
| 26 novembre 2001 | 15 maggio 2007   | Candeloro Nania         | centro-destra        | Sindaco             | [ 71 ] |
| 15 maggio 2007   | 22 maggio 2012   | Candeloro Nania         | centro-destra        | Sindaco             | [ 71 ] |
| 22 maggio 2012   | 1º aprile 2015   | Maria Teresa Collica    | lista civica         | Sindaca             | [ 71 ] |
| 1º aprile 2015   | 17 giugno 2015   | Fulvio Bellomo          |                      | Comm. straordinario | [ 71 ] |
| 17 giugno 2015   | 6 ottobre 2020   | Roberto Carmelo Materia | centro-destra        | Sindaco             | [ 71 ] |
| 6 ottobre 2020   | in carica        | Pinuccio Calabrò        | centro-destra        | Sindaco             |        |

### Gemellaggi
- Punta Alta, dal 2008

Barcellona Pozzo di Gotto è gemellata, dal 2 ottobre 2008, con la città argentina di Punta Alta, dove risiede una folta colonia di figli di emigranti barcellonesi.

### Altre informazioni amministrative
Il comune di Barcellona Pozzo di Gotto fa parte delle seguenti organizzazioni sovracomunali: regione agraria n.9 (Colline litoranee di Milazzo).

## Sport
Hanno sede nel comune le società di calcio: Associazione Sportiva Dilettantistica Nuova Igea Virtus (Serie D), Or.Sa. P.G. (Prima Categoria) e Nuova Azzurra (Promozione). Sono inoltre presenti diverse formazioni di calcio a 5.
Barcellona vanta un'importante tradizione sportiva nella pallacanestro, uno degli sport più seguiti nella città del Longano. Il Basket Barcellona milita attualmente in Serie B Interregionale, il quarto livello del basket italiano.
È praticata la pallamano, con la società POL Genius e la pallavolo, con le società Play volley 
Nel Tiro con l'Arco la Polisportiva Genius ha conquistato 6 titoli italiani. La PGS Don Bosco 2000 disputa il campionato 2019-2020 di hockey su prato della serie B maschile.

### Impianti sportivi
Nel comune sono presenti: uno stadio di calcio da 7000 posti a sedere, intitolato a Carlo Stagno D'Alcontres ed entrato in funzione nel 1970; un palasport, dedicato a Nino Alberti; la piscina comunale; il vecchio palazzetto dello sport; un impianto di tiro a volo.